# Phanogenia typica
Phanogenia typica is een haarster uit de familie Comatulidae.
De wetenschappelijke naam van de soort werd in 1866 gepubliceerd door Sven Ludvig Lovén.